# Episodi di Emily in Paris (terza stagione)
La terza stagione della serie televisiva Emily in Paris è stata pubblicata su Netflix il 21 dicembre 2022 in tutti i territori in cui è presente il servizio.
| n. | Titolo originale                   | Titolo italiano                                  | Pubblicazione originale | Pubblicazione italiana |
| -- | ---------------------------------- | ------------------------------------------------ | ----------------------- | ---------------------- |
| 1  | J'ai Deux Amours                   | Ho due amori                                     | 21 dicembre 2022        | 21 dicembre 2022       |
| 2  | What's It All About                | Qual è il senso?                                 | 21 dicembre 2022        | 21 dicembre 2022       |
| 3  | Coo d'ètat                         | Il complotto                                     | 21 dicembre 2022        | 21 dicembre 2022       |
| 4  | Live from Paris, It's Emily Cooper | Emily Cooper, in diretta da Parigi               | 21 dicembre 2022        | 21 dicembre 2022       |
| 5  | Ooo La La Liste                    | Ooo la la, la Liste                              | 21 dicembre 2022        | 21 dicembre 2022       |
| 6  | Ex-En-Provence                     | Ex-En-Provence                                   | 21 dicembre 2022        | 21 dicembre 2022       |
| 7  | How To Lose a Designer in 10 Days  | Come farsi lasciare da uno stilista in 10 giorni | 21 dicembre 2022        | 21 dicembre 2022       |
| 8  | Fashion Victim                     | Fashion Victim                                   | 21 dicembre 2022        | 21 dicembre 2022       |
| 9  | Love Is in the Air                 | Love Is in the Air                               | 21 dicembre 2022        | 21 dicembre 2022       |
| 10 | Charade                            | Farsa                                            | 21 dicembre 2022        | 21 dicembre 2022       |